# کوه باناهو
کوه باناهو (انگلیسی: Mount Banahaw) یک آتشفشان فعال بالقوه بر روی لوزون در فیلیپین است. این کوه آتشفشان سه قله‌ای در بین استان‌های لاگونا و کزون واقع‌شده و بلندترین کوه در منطقه کالابارسون است که بر روی کیلومترها چشم‌انداز اطرافش تسلط دارد.
بسیاری از مردم این کوه را «کوه مقدس» می‌نامند و کوه مورد علاقه‌ای برای زائران و کوهنوردان است. این کوه در یک منطقه حفاظت‌شده با مساحت ۱۰۹۰۱ هکتار واقع شده‌است.

## ویژگی‌های فیزیکی
مجموعه آتشفشان باناهو متشکل از چندین کوه تشکیل شده که کوه باناهو بزرگ‌ترین آنها با ارتفاع ۲۱۷۰ متر بالاتر از سطح دریا است. بر روی قله آن حفره ای به ابعاد ۱٬۵ در ۳٫۵کیلومتر و عمق ۲۱۰ متر وجود دارد که با فوران ۱۷۳۰ شکاف آن ایجاد شده‌است. قبل از ۱۷۳۰، یک دریاچه دهانه آتشفشانی کوه باناهو را پر کرده بود. سیل حاصل از فوران شهر ساریایا را که بر پایین کوه قرار داشت از بین برد.

## اهمیت برای اهالی
باناهو یک مکان زیارتی سنتی برای اهالی است، که بسیاری از اهالی آن را یک کوه مقدس می‌پندارند. سکنه این منطقه این کوه و اطراف آن را مقدس می‌دانند، آبی که از چشمه‌های مقدس آن جاری است ”آب مقدس” تلقی می‌شود که گفته می‌شود دارای ویژگی‌های سودمند است و از مکان‌های مقدس"بیرون می‌آید. این نقاط دارای ویژگی‌های طبیعی منحصر به فردی هستند که نه تنها از چشمه‌ها، بلکه غارها، نهرها و سنگ‌ها، با نام‌های انجیلی و مقبره‌ها ساخته‌شده در آن‌ها، یا اطراف آن‌ها، تشکیل شده‌است. گفته می‌شود این مکان‌ها به مردی به نام "سانتونگ بوسس" یا "صداهای مقدس"، که به این مکان‌ها در دوران استعمار اسپانیایی این اسامی را داد، آشکار شد.

## گردشگری
کوهستان نه تنها برای زائران، بلکه مورد علاقه کوهنوردان نیز می‌باشد. بیشترین فعالیتهای گردشگری در این کوه در طول هفته مقدس به اوج خود می‌رسد و تعداد کوهنوردان به هزاران نفر می‌رسند. حداقل چهار مسیر از دولورس، ساریایا و دیگر شهرهای کوئزون واقع در دامنه‌های آن وجود دارد. مسیرهایی که غالباً مورد استفاده قرار می‌گیرند کریستالینو و تاتلونگ تانگکه است که بترتیب ۹ و ۵ ساعت طول می‌کشد. بر روی قله سه نقطه وجود دارد که دورونگاوان ۱، ۲ و ۳ نامگذاری شده‌اند که مقصد همیشگی زائران و کوهنوردان هستند.

## آلودگی
مسیرهای کوهستانی به خاطر فعالیت‌های مستمر در کوهستان، پر از زباله شده‌است. در ماه مارس سال ۲۰۰۴، وزارت محیط‌زیست و منابع طبیعی دستور تعلیق فعالیت پیاده‌روی در کوهستان را داد و دولورس و ساریایا را تحت پوشش قرار دادند. بازگشایی این مسیرها به تعویق افتاد و قرار بود مارس ۲۰۱۲ باز شود، اما تا فوریه ۲۰۱۵ تمدید شد.